# Ван дер Хейден, Петер
Петер ван дер Хейден (нидерл. Peter Van der Heyden; род. 16 июля 1976, Алст, Восточная Фландрия) — бельгийский футболист, левый защитник.

## Карьера

### Клубная
Петер начал свою профессиональную карьеру в клубе из Второго дивизиона Бельгии, «Дендерлеу». С ним он сыграл 4 сезона, в которых отыграл 63 матча и забил 5 мячей. В 1998 на два сезона перешёл в клуб из бельгийской Про Лиги, «Эндрахт», с которым провёл 57 матчей и забил 6 мячей. После Петер 5 сезонов (2000—2005) провёл за «Брюгге». Ван дер Хейден помог «Брюгге» дважды выиграть чемпионат (2002/03 и 2004/05) и Кубок Бельгии (2001/02 и 2003/04), а также трижды — Суперкубок Бельгии (2002—2004).
В 2005 году переехал в Германию, где выступал за «Вольфсбург» (2005—2008) и за «Майнц 05» (2008—2010), которому в сезоне 2008/09 помог занять второе место во Второй Бундеслиге и выйти в «основную» Бундеслигу. В 2010 году на один сезон Петер заключил контракт со своей бывшей командой, «Брюгге», за которую сыграл 40 матчей и забил 1 гол. В сезоне 2011/12 играл за «Беерсхот.» Клуб в том сезоне занял 11 место в Про Лиге.
С 2012 года является игроком любительского клуба «Ройал Кнокке».

### Сборная
За сборную Бельгии Петер провёл 21 матч и забил 1 мяч. Входил в состав сборной на чемпионате мира 2002 года, который проходил в Японии и Республике Корея.
В матче групповой стадии чемпионата мира 2002 года против сборной Японии забил мяч на 75-й минуте, тем самым сделав окончательный счет матча 2:2.

## Достижения

### «Брюгге»
- Чемпион Бельгии: 2002/03, 2004/05
- Обладатель Кубка Бельгии: 2001/02, 2003/04
- Финалист Кубка Бельгии: 2004/05
- Обладатель Суперкубка Бельгии: 2002, 2003, 2004

### Бельгия
- Премия честной игры чемпионата мира: 2002